# Sistema inteligente autónomo
Un Sistema inteligente autónomo (SIA) es un sistema que utiliza inteligencia artificial para aprender de su entorno. Para esto genera teorías sobre cómo el ambiente reacciona a sus acciones. El sistema utiliza estas teorías para planificar; esto es, construir planes (secuencias de acciones) que le permitan alcanzar sus objetivos. Una de las cuestiones fundamentales en planificación es estimar la confiabilidad de los planes generados antes de su ejecución, proceso que se denomina ponderación de planes.